# Transakční systém
Transaction processing system (též TPS nebo transakčně procesní systém) je takový aplikační software, který zajišťuje informace pro běžnou operativní činnost byznysu. Transakčně procesní systémy tvoří základ informačního systému podniku, protože vytvářejí obvykle vstupy do informačních systémů pro rozhodování a vykazování. Jedná se o nástupce klasických dávkových systémů, které měly mechanizovat typické agendové úlohy, jako je účetnictví, různé evidence, rezervační či skladové systémy. Značná část informačních systémů, se kterými přicházíme každodenně do styku je právě tohoto typu. V současnosti jsou uživatelé transakčních systémů vysoce kvalifikovaní pracovníci schopni provádět samostatná rozhodnutí v zájmu podnikových cílů.
Hlavními charakteristikami transakčních systémů jsou tedy výkon, spolehlivost, konzistence a dostupnost. Aby bylo možné těchto charakteristik dosáhnou, musí být data snadno přístupná v datovém skladu, musí být zavedeny postupy zálohování a musí být zaveden proces obnovy, aby bylo možné řešit selhání systému nebo člověka, počítačové viry nebo přírodní katastrofy.
Jedná se o typ systému, kombinaci softwaru a hardwaru, který podporuje zpracování transakcí. Transakční zpracování je druh počítačového zpracování, ve kterém je každý jednotlivý nedělitelný úkol nazývaný transakce.

## Vlastnosti transakčních systémů[5]
- Výkon - Doba odezvy systému zpracování transakcí (TPS) je důležitá, protože si firma nemůže dovolit, čekat příliš dlouho, než bude transakce provedena.
- Spolehlivost - Dobrý systém musí být velmi spolehlivý, protože pokud by došlo k výpadku, podniky by mohly ztratit obrovskou část příjmů, protože zákazníci by si nemohli koupit její výrobky.
- Konzistence - Systém musí pracovat stejným způsobem pro každou transakci, dokud je používán. Formalita a struktura by se nikdy neměly měnit.
- Dostupnost - Systém musí být schopen umožnit oprávněným zaměstnancům přístup kdykoli.

## Postup zpracování dat v systému[6]
1. Sběr dat - sběr a shromažďování všech dat nezbytných k dokončení zpracování transakce
2. Editace dat – kontrola platnosti a úplnosti dat, aby se zjistily případné problémy
3. Korekce dat - opětovné zadání dat, která nebyla správně zadána
4. Zpracování dat - provádění výpočtů a další transformace dat související s obchodními transakcemi
5. Uložení dat - aktualizace jedné nebo více databází o nové transakce
6. Dokumentace - generování výstupních záznamů, dokumentů a sestav

## Typy transakčních systémů
ERP
ERP systém neboli systém plánování podnikových zdrojů, je obecný pojem pro integrovaný podnikový počítačový systém. Jedná se o integrovaný, přizpůsobený, softwarově založený systém, který spravuje většinu podnikových požadavků ve všech funkčních oblastech, jako jsou finance, lidské zdroje, výroba, prodej a marketing. Příkladem ERP systémů jsou SAP, Oracle nebo Helios.
CRM
Zkratka CRM vychází z anglického názvu Customer Relationship Management – tedy v překladu řízení vztahů se zákazníky. CRM systém shromažďuje veškerá data, která o zákaznících máme – a ty nám pomáhají zákazníkům a jejich potřebám lépe porozumět a jednotlivé obchodní procesy v naší firmě těmto potřebám přizpůsobit.
GIS
Geografický informační systém je informační systém, rozšířený o možnost vstupu, ukládání, manipulace, analýz a výstupu geodat, který se skládá ze softwaru, hardwaru, na kterém je provozován, geodat, obslužného personálu, uživatelů a metod.
MRP
Plánování materiálových potřeb (Material Requirement Planning) je systém pro výpočet materiálů a součástí potřebných k výrobě produktu.
E-commerce
Jedná se o termín používaný pro popis komunikace při elektronickém obchodu.
Nejčastější typy e-commerce:
- B2B – obchod dvou firem mezi sebou
- B2C – nabídka firmy pro zákazníky
- B2G – obchod mezi firmou a vládou
- C2B – nabídka zákazníků firmám
- C2C – obchod mezi zákazníky
- G2C – šíření informací od vlády k zákazníkům
- G2G – interakce mezi vládami různých zemí